# Юсупов, Наврузбек Мукимжонович
Юсупов Наврузбек Мукимжонович (узб. Yusupov Navro‘zbek Muqimjonovich; род. 13 января 1982 года; Избосканский район, Андижанская область, УзССР, СССР) — узбекский политический деятель, филолог. Депутат Законодательной палаты Олий Мажлиса Республики Узбекистан. Член Комитета по демократическим институтам, негосударственным организациям и органам самоуправления граждан. Член Экологической партии Узбекистана. Председатель Андижанского областного Совета Экологической партии Узбекистана.

## Биография
Юсупов Наврузбек Мукимжонович родился 13 января 1982 года в Андижанской области. В 2003 году окончил Узбекский государственный университет мировых языков, получив высшее образование по специальности филолог. В том же году начал работать учителем средней общеобразовательной школы № 21. В 2004—2006 годах работал специалистом по методике в общеобразовательной школе № 25. Затем, стал работать методистом отдела народного образования Избосканского района. С 2007 по 2015 год работал заместителем начальника Андижанского Независимого института по мониторингу формирования гражданского общества. С 2018 года Наврузбек Мукимжонович занимает должность руководителя Андижанского областного территориального отделения Экологического движения Узбекистана. И с 2019 года поставлен на должность председателя Андижанского областного Совета Экологической партии Узбекистана.
В 2011 году награжден памятным нагрудным знаком «20 лет Независимости Узбекистана», а в 2017 году памятным знаком «25 лет Конституции Узбекистана».